# هنر عالی
هنر عالی (به انگلیسی: High Art) فیلمی محصول سال ۱۹۹۸ و به کارگردانی لیسا چولودنکو است. در این فیلم بازیگرانی همچون الی شیدی، رادا میشل، گابریل مان، دیوید تورنتون، آن دوانگ، پاتریشا کلارکسون، بیل سیج، تمی گرایمز، آنتونی روئیویوار، رودولف مارتین و ساریتا چودری ایفای نقش کرده‌اند.